# Luís d’Andrea
Luís d’Andrea OFMConv, eigentlich Luigi d’Andrea (* 23. Februar 1934 in Albano, Provinz Rom, Italien; † 8. September 2012 in Anzio, Provinz Rom) war ein italienischer Ordensgeistlicher und römisch-katholischer Bischof von Caxias do Maranhão.

## Leben
Luís d’Andrea besuchte nach dem Ende des Zweiten Weltkrieges das Kleine Seminar in Cave. Mit 17 Jahren trat er der Ordensgemeinschaft der Minoriten in Piglio bei, einem der ältesten Klöster der Franziskaner-Konventualen. Am 4. Oktober 1952 legte er die Profess ab und studierte in Rom Katholische Theologie und Philosophie. Am 19. Dezember 1959 empfing er die Priesterweihe. Er studierte Pastoraltheologie und Parapsychologie. 1961 wurde er Regens des Seminars in Cave. 1966 übernahm er die Pfarrstelle an der Basilika des Heiligen Franziskus in Viterbo.
Infolge des Zweiten Vatikanischen Konzils nahm er 1968 mit drei weiteren Mitbrüdern an einem Evangelisationsprogramm in Zé Doca, Maranhão, statt. Er blieb dort 15 Jahre lang. In São Luís betreute er vier Jahre lang das franziskanische Priesterseminar Prager Jesulein.
Papst Johannes Paul II. ernannte ihn am 29. Oktober 1987 zum Bischof von Caxias do Maranhão und spendete ihm am 6. Januar 1988 im Petersdom die Bischofsweihe; Mitkonsekratoren waren die Kurienerzbischöfe Eduardo Martínez Somalo und Giovanni Battista Re. Sein bischöflicher Wahlspruch war Iustitia et pax („Gerechtigkeit und Frieden“).
Am 19. März 2010 nahm Benedikt XVI. sein aus Altersgründen vorgebrachtes Rücktrittsgesuch an. Er lebte zuletzt im Franziskanerkonvent in Fortaleza.